# Édouard Dupont
Édouard François Dupont (Dinant, 31 januari 1841 - Cannes, 31 maart 1911) was een 19e-eeuwse Belgische geoloog, paleontoloog en prehistoricus. Hij rapporteerde in 1866 de vondst van een fossiel kaakbeen, naar later bleek het van een neanderthaler te zijn. Dit kaakbeen van La Naulette werd de focus van een intens debat en wordt binnen de ontdekkingsgeschiedenis van de neanderthaler beschouwd als een vroeg anatomisch bewijs voor de evolutie van de mens.

## Levensloop
Hij studeerde natuurwetenschappen aan de universiteit van Leuven en behaalde een doctoraat. Zijn ontmoeting met de eveneens Belgische geoloog en Namens politicus Jean d'Omalius d'Halloy wekte zijn interesse voor de discipline. 
- 1860: op een vergadering van de Société géologique de France presenteert Dupont zijn Théorie des lacunes, bestreden door Gustave Dewalque en een kwart eeuw later ontkracht door Henry de Dorlodot.
- 1864-68: opgravingen in de kalkgrotten van Furfooz-Falmignoul, Montaigle en Goyet. Het leverde een massa fossielen en werktuigen op waarvan hij met grote zorg de stratigrafische positie bepaalde. Onder andere het neanderthalerkaakbeen uit de Grot van La Naulette was van groot belang.[1] In de Trou Magrite vond hij paleolithische kunstvoorwerpen.
- 1866: corresponderend lid van de Académie royale des Sciences et Belles-Lettres de Bruxelles.
- 1868: directeur van het Koninklijk Natuurhistorisch Museum, toen nog in het Paleis van Karel van Lorreinen. Hij zou de functie tot 1909 blijven vervullen. Hij gaf de aanzet voor twee wetenschappelijke publicaties: Annales du Musée royal d'histoire naturelle de Belgique (vanaf 1875) en Bulletin du Musée royal d'histoire naturelle (vanaf 1882).
- 1869: effectief lid van de Wetenschapsacademie.
- 1875: directeur van de Belgische Staatsplantentuin (Nationale Plantentuin van België). Dit bleek echter moeilijk combineerbaar en hij gaf het mandaat na een jaar op.
- 1878: leiding, ondanks het verzet van Gustave Dewalque, over een commissie die een geologische kaart van België moest opstellen. Dupont schreef mee aan de begeleidende commentaar. Zeven jaar later werd het project overgedragen aan het Mijnbestuur.
- 1884: directeur van de Wetenschapsacademie en voorzitter van de Klasse Wetenschappen.
- 1887-88: reis op eigen kosten naar Boma in Kongo-Vrijstaat om geologische observaties te verrichten.
- 1889: opnieuw voorzitter van de Klasse Wetenschappen.
- 1909: op 31 november gaf de 68-jarige Dupont al zijn functies op.
- 1911: overlijden in Cannes.
- 1913: borstbeeld opgesteld in het Koninklijk Natuurhistorisch Museum.

## Publicaties (selectie)
- Étude sur les fouilles scientifiques exécutées pendant l'hiver de 1865-1866 dans les cavernes des bords de la Lesse, 1866
- L'homme pendant les âges de la pierre dans les environs de Dinant-sur-Meuse. Les temps antéhistoriques en Belgique, 1871
- Lettres sur le Congo. Récit d'un voyage scientifique entre l'embouchure du fleuve et le confluent du Kasaï, 1889